# Kokienko
Kokienko (niem. Klein Küchen See) –  niewielkie jezioro  na Pojezierzu Dobiegniewskim, w powiecie strzelecko-drezdeneckim, w gminie Dobiegniew.
Jezioro otoczone lasami, położone pomiędzy jeziorami Lipie od zachodu oraz Kokno od wschodu..